# Lektionar 1
Lektionar 1 (nach der Nummerierung von Gregory-Aland als sigla ℓ 1 bezeichnet) ist ein griechisches Manuskript des Neuen Testaments auf Pergamentblättern.
Früher war das Manuskript als Codex Colbertinus 700 bekannt.

## Beschreibung
Der Kodex enthält Lektionen der Evangelien (Evangelistarium) zusammen mit einigen Lakunen. Es ist in griechischer Unzialhandschrift auf 265 Pergamentblättern (30 × 24 cm) beschrieben. Jede Seite hat 2 Spalten mit je 10 Zeilen, 7–9 Buchstaben per Zeile.

## Geschichte
Mittels Paläographie wurde es auf das 10. Jahrhundert datiert. Zuvor hatte man es unterschiedlichen Zeitperioden zugeordnet. Scrivener datierte es auf das 8. Jahrhundert, Omont auf das 14. Jahrhundert und Gregory auf das 10. Jahrhundert. Heutzutage ist die Datierung auf das 10. Jahrhundert gemeinhin akzeptiert.
Ursprünglich gehörte dieses Manuskript Jean-Baptiste Colbert. Die Handschrift wurde durch Bernard de Montfaucon, Johann Jakob Wettstein, Scholz, Paulin Martin, und Henri Omont untersucht.
Der Kodex befindet sich jetzt in der Bibliothèque nationale de France unter der Signatur Gr. 278 in Paris.